# 페르마의 밀실
페르마의 밀실(영어: Fermat's Room, 스페인어: La habitación de Fermat)은 2007년에 제작된 스페인의 영화이다
대한민국에서는 2008년 제12회 부천국제판타스틱영화제에서 상영되었으며, 2012년 ㈜ 소나무 픽쳐스에서 수입해서 웹 다운로드로 출시하였다. 당시 수입사는 같은 해 5월 3일 개봉으로 홍보하였으나, 극장에서 상영되지는 않았다.

## 줄거리
에바리스트 갈루아, 다비트 힐베르트, 블레즈 파스칼, 그리고 올리바 사부코라는 4명의 유명한 수학자들이 피에르 드 페르마라는 사람의 초대장을 받게 된다. 그들은 페르마의 편지에 쓰여진 위치로 피타고라스라는 작은 배를 타고, 미지의 성으로 가게 된다. 그곳에서 페르마를 만나고, 약 20분 정도의 모임을 갖는다. 그런데 페르마에게 전화가 왔는데, 딸이 코마 상태로 병원에 입원해 있다면서 자켓도 가져가지 않고, 황급히 떠난다. 파스칼은 자켓을 가져가라면서 밖한 시간이 주어진다. 첫 번째 문제는 다음과 같다.
- 3개의 속이 보이지 않는 봉지가 있다. 각 봉지에는 박하, 아니스, 혼합이라고 쓰여져 있다. 하지만 상점 주인은 모두 잘못 붙여 있다고 말하였다. 이때, 어느 것이 진짜인지 확인하려면 최소한 몇 번 사탕을 꺼내 보아야 하는가? 수학자들은 일제히 문제를 풀기 시작하나 1분을 넘기게 되고, 그 순간 파스칼이 정답을 PDA에 보내면서 문제를 맞추게 된다. 이때 파스칼은 1분을 넘게 되면 방이 점점 좁아진다는 것을 깨닫게 된다. 그 이유는 문제를 푼 뒤 문을 열려고 보니 문이 열리지 않는다는 것에서이다. 그들은, 이 방이 수수께끼가 모두 끝나거나 PDA가 부서지면 방이 완전히 압축되도록 되어 있다는 것을 알게 된다.

한편 페르마는 주유소에 있었는데, 잠시 후 매우 화난 상태로 병원에서 보인다. 이후, 페르마는 돌아오는 길에 낭떠러지로 추락하면서 사망한다.
자세한 내용은 이들의 과거에서 시작된다. 올리바와 갈루아는 데이트를 가지게 됐지만, 갈루아가 바람을 피우고 있다는 것을 의심하면서 곧 깨지고 만다. 그러나 그럴 틈도 없이 PDA에서 주어지는 1분의 제한 시간과 문제 때문에 수학자들은 골치를 앓게 된다. 마지막 바로 전의 문제는 다음과 같다.
- 거짓의 나라에서는 모든 사람들이 다 거짓말을 하고, 진실의 나라에서는 모든 사람들이 다 진실을 말한다. 한 외국인이 문이 2개 있는 방에 갇혔다. 하나는 자유로 가는 문이고, 하나는 아니다. 한 문은 거짓 나라의 간수가, 다른 문은 진실 나라의 간수가 지키고 있다. 외국인은 자유를 얻기 위해서 각 간수에게 한 번씩 질문을 하고, 답을 들을 수 있다. 어느 쪽이 진실 나라 간수이고 거짓 나라 간수인지는 알 수 없다. 그렇다면 외국인은 어떤 질문을 해야 할까? 주1: 영화 장면에서 칠판에 "Libertad"라고 쓰여진 부분이 바로 탈출로이다. 답은, "저 간수는 어느 쪽 문이 자유로 가는 문이라고 말할 것 같은가"라고 말한 뒤, 가리킨 문과 반대쪽 방향의 문으로 나가면 된다.

그렇게 해서, 마지막 바로 전 문제까지 맞추는데 성공한다. 그러나 쉴 틈도 없이 마지막 문제가 주어진다. 마지막 문제는 다음과 같다.
- 어머니는 아들보다 21세 더 많다. 6년 안에 아들은 어머니보다 5배 연하가 된다. 아버지는 무엇을 하고 있는가?

이 문제의 답은 서로가 다투는 끝에 다비트 힐베르트가 맞추는데 성공한다. 그런데 그 과정에서 PDA가 부서지게 되고, 때문에 방이 사방에서 압축되기 시작한다. 그들은 모든 과거를 털어 놓는다. 이 과정에서 갈루아는 수학 사전에서 진짜 갈루아는 22세에 죽었는데 자신의 나이는 지금 22세이며, 진짜 올리바는 26세에 죽었는데 여성 수학자의 나이도 26세이며, 진짜 파스칼은 39세에 죽었는데 남은 한 젊은 수학자의 나이도 39세임을 알게 되고, 그리고 페르마는 64세에 죽었는데 자신을 주최자라고 소개한 사람의 나이가 64세이고 또한 무고한 사람임을 알게 된다. 마지막으로 다비트 힐베르트(1862~1943으로 계산하면 81세이다.)가 이 게임을 계획하였다는 것이 밝혀지고, 골드바흐의 추측도 갈루아가 아닌 힐베르트가 풀었다는 것이 밝혀진다.
갈루아는 매우 화가 나서, 힐베르트를 때려서 의식을 잃게 한다. 남은 수학자들은 "파스칼, 올리바, 갈루아는 20대 아니면 30대에 죽었지만 힐베르트는 80대에 죽었다"라는 것을 알게 되고, 최후에 탈출할 수 있는 길이 있다는 것까지도 알게 된다. 그들은 그 순간 탈출로를 찾기 시작하고, 칠판에 "Libertad(스페인어로 Freedom, 즉 자유라는 뜻)"라고 쓰여진 부분 뒤에 탈출로가 있음을 발견하고, 칠판을 깨서 한 명씩 탈출한다. 중간에 젊은 수학자는 골드바흐의 가설을 증명한 논문을 모두 가지고 탈출한다. 그 와중에 전선이 끊어지면서 불이 꺼지고 마지막 한 명이 탈출한다. 그리고 방은 서서히 사방에서 좁혀지고 마침내 처음 면적의 9분의 1에서 10분의 1도 안되게 좁아진다. 영화에서 잠깐 영어 이름이 나오는데, 그 이름은 "포세이돈"(영화에서 나오는 대형 압축기를 제어하는 기계이다. 1대가 압축기 2대를 제어한다.)이다.
그들은 차를 타고, 돌아갈 길을 찾아서 돌아간다. 마지막에 "피타고라스"라고 쓰여져 있는 작은 배를 타고 돌아갈 때, 파스칼은 갑자기 골드바흐의 추측을 증명한 논문을 모두 버린다. 이유는 "이렇게 해도 세상은 증명없이 같기 때문이다"라고 말한 뒤, 영화는 끝을 맺는다.

## 출연

### 주연
- 루이스 호마르
- 알레조 사우라스
- 엘레나 발레스터로스
- 샌티 밀란

### 조연
- 페데리코 루피
- 헬레나 캐리온
- 아리아드나 카브롤
- 데이빗 페르난데즈

## 기타
- 배역: 로라 세페다

## 나온 문제와 해답
1. 5-4-2-9-8-6-7-3-1의 규칙은?
2. 양치기가 양/늑대/양배추와 함께 강을 건너야 한다. 양과 늑대를 남겨두면 늑대가 양을 잡아먹고, 양과 양배추를 남겨두면 양이 양배추를 먹는다. 전부 다 무사히 가지고 가려면 어떻게 해야 할까? 단, 한 번에 하나의 물건만 가지고 강을 건널 수 있다.(양치기를 제외)
3. 3상자의 속이 보이지 않는 상자가 있다. 각 봉지에는 박하, 아니스, 혼합이라고 쓰여져 있다. 하지만 상점 주인은 모두 잘못 붙여져 있다고 말하였다. 이때, 어느 것이 진짜인지 확인하려면 최소한 몇 번 사탕을 꺼내 보아야 하는가?
4. 다음 코드를 해독하면 무엇이 되는가?: 00000000000000011111111000111111111100111111111110011000100011001100010001100111110111110011110111100
0111111111000001010101000000110101100000011111110000000000000000
5. 밀폐된 방 안에 전등이 하나 있다. 방 밖에는 3개의 스위치가 있다. 스위치 셋 중 하나만이 전등을 켤 수 있다. 문이 닫혀 있는 동안에는 스위치를 마음대로 누를 수 있지만, 문을 열었을 때 어느 스위치가 전등을 켤 수 있는지 말해야 한다. 어느 스위치가 이 전등을 켤 수 있는가?
6. 9분의 시간을 재야 할 때 7분과 4분 모래시계로 어떻게 잴 수 있는가?
7. 한 학생이 선생님께 물었다. "따님 세 분의 나이가 각각 몇 살인가요?" 선생님이 대답하길, "곱하기를 하면 36이고, 더하기를 하면 너의 집 주소다"라고 말하였다. 설명이 빠졌다고 하자 선생님이 다시 "제일 큰 아이는 피아노를 친다"라고 말하였다. 딸 세 명의 나이는 몇 살인가?
8. 거짓의 나라에서는 모든 사람들이 다 거짓말을 하고, 진실의 나라에서는 모든 사람들이 다 진실을 말한다. 한 외국인이 문이 둘 있는 방에 갇혔다. 하나는 자유로 가는 문이고, 하나는 아니다. 한 문은 거짓나라의 간수가, 다른 문은 진실나라의 간수가 지키고 있다. 외국인은 자유를 얻기 위해 각 간수에게 한 번씩 질문을 하고 답을 들을 수 있다. 어느 쪽이 진실 나라 출신이고 거짓 나라 출신인지 알 수 없다. 그렇다면, 외국인은 어떤 질문을 해야 할까?
9. 어머니는 아들보다 21세 더 많다. 6년 만에 아들은 어머니보다 5배 연하가 된다. 아버지는 무엇을 하고 있는가?
10. 영화 대사에서 방의 둘레의 길이가 50미터이고 압축기가 압축하는 속도는 사방에서 분당 10센티미터라고 언급되었다. 그렇다면 시간이 얼마나 지나야 방의 넓이가 0이 될까?

### 해답
1. 각 숫자의 스페인어 이름을 알파벳 순으로 배열한 것이다.
5(cinco) - 4(cuatro) - 2(dos) - 9(nueve) - 8(ocho) - 6(seis) - 7(siete)- 3(tres) - 1(uno)
2. 양치기가 양을 데리고 건넌 뒤 양만 두고 돌아온다. 양배추를 싣고 건넌 뒤 양과 양배추를 바꾸고 돌아온다. 늑대를 싣고 건넌 뒤 늑대만 두고 돌아온다. 마지막으로 양치기와 양이 같이 건너면 모두 건너게 된다.
3. 모든 이름표는 잘못 붙어 있다는 사실을 주목하자. 혼합상자를 열어봤을 때 만약 혼합상자에서 박하 사탕이 나왔으면 그 상자는 박하사탕 상자이다. 그럼 원래 박하사탕 상자와 이름표를 바꾸면 상자 1개는 맞춰진다. 남은건 2상자인데 아니스 상자도 잘못 되었으므로 혼합상자와 이름표를 바꾸면 모두 맞는다. 답: 1번
4. 해골. 169개의 숫자이므로 13x13크기의 배열로 생각하여 1을 도형, 0을 민무늬로 생각하면 해골이 나온다.
5. 1번 스위치를 오랫동안 켜 둔뒤 끄고 2번 스위치를 켠 뒤 들어가서 전등을 만져 본다. 전등이 뜨겁고 꺼져 있으면 1번, 전등이 차갑고 켜져 있으면 2번, 전등이 차갑고 꺼져 있으면 3번이다.
6. 4분짜리와 7분짜리를 동시에 뒤집는다. 4분짜리 시계가 모두 떨어지면 4분짜리를 다시 뒤집는다. 7분짜리가 다 떨어지면 다시 7분짜리를 뒤집어 준다. 또 다시 4분짜리가 모두 떨어지면 7분짜리를 뒤집어 준다. 7분짜리가 모두 다 떨어졌을 때가 9분이 지난 때이다.
7. 딸들의 나이를 곱하면 36이기 때문에 가능한 경우의 수는 (1,1,36),(1,2,18),(1,3,12),(1,4,9),(1,6,6),(2,2,9),(2,3,6),(3,3,4)이다. 이때 딸들의 나이를 더하면 너의 집 주소라고 했는데 이것 역시 답을 찾는데 부족하여 세 번째 설명이 필요했다. 따라서 합이 같은 것을 찾으면 (1,6,6)과 (2,2,9)이다. 세 번째 설명에서 제일 큰 아이가 피아노를 친다고 했으므로 첫째는 쌍둥이가 아니다. 따라서 첫째가 9살이다. 그러므로 딸들의 나이는 각각 9살, 2살, 2살이다.
8. 각각의 간수에게 "저 간수는 어느 문이 자유로 가는 문이라고 말할 것 같은가"라고 말한 뒤 각 간수가 가리키는 문의 반대쪽 문을 선택하면 된다.
9. 어머니와 자고 있었다. 방정식을 세우면 X+21+6=5(X+6), 방정식을 푸면 X=-3/4, 즉 아들의 나이는 -9달이다. 따라서 아들이 태어나기 9달 전이므로, 아버지는 어머니와 함께 자고 있었다는 뜻이 된다.
10. 방정식을 세우면 12.5-X*10*2=0 (양쪽에서 좁혀옴으로*2,방의 한 변의 길이가 0), X=62.5(분).

## 같이 보기
- 뷰티풀 마인드
- 큐브
- 이미테이션 게임